# Ectatoderus nigriventris
Ectatoderus nigriventris är en insektsart som beskrevs av Guérin-Méneville 1847. Ectatoderus nigriventris ingår i släktet Ectatoderus och familjen Mogoplistidae. Inga underarter finns listade i Catalogue of Life.